# Tätigkeitsverbot
Das Tätigkeitsverbot ist eine mögliche Rechtsfolge berufsrechtswidrigen Verhaltens im deutschen Berufsrecht der Rechtsanwälte.

## Inhalt
Nach § 45 BRAO und – seit der BRAO-Reform 2021, die zum 1. August 2022 in Kraft tritt – nach § 43a Abs. 6 BRAO ist für bestimmte Fälle ein absolutes Tätigkeitsverbot festgelegt. Das bedeutet, dass der Rechtsanwalt in den dort genannten Angelegenheiten nicht tätig werden darf. Dies gilt in den Fällen nach § 45 Abs. 1 Nrn. 1 und 2 BRAO unabhängig von der Frage, ob er mit seiner Tätigkeit gegen das Verbot der Vertretung widerstreitender Interessen verstößt. Die weit gefassten Tätigkeitsverbote der §§ 43a Abs. 6, 45 Abs. 1 Nr. 3 BRAO greifen infolge der BRAO-Reform 2021 nur noch, wenn der Rechtsanwalt „im widerstreitenden Interesse“ bereits beruflich tätig geworden ist.
Das Tätigkeitsverbot betrifft im Einzelnen vor allem folgende Fallkonstellationen:
- Streitigkeiten, in denen der Rechtsanwalt bereits als Richter, Staatsanwalt oder Notar tätig war
- Streitigkeiten über eine Urkunde, die der Rechtsanwalt in seiner Eigenschaft als Notar aufgenommen hat; ferner Verfahren der Vollstreckung aus einer solchen Urkunde
- Streitigkeiten gegen Personen, für die der Rechtsanwalt als Insolvenzverwalter, Nachlassverwalter, Testamentsvollstrecker, rechtlicher Betreuer oder ähnliches bestellt war
- Streitigkeiten, in denen der Rechtsanwalt außerhalb seiner anwaltlichen Tätigkeit derzeit beruflich tätig ist. Unter „beruflich“ sind Tätigkeiten gegen Arbeitsentgelt zu verstehen, sodass eine ehrenamtliche Tätigkeit etwa als Vorsitzender eines Mietervereins nicht zu einem Tätigkeitsverbot führt.[2]

Das Tätigkeitsverbot schließt nur die Geltendmachung fremder Rechte, nicht jedoch die Geltendmachung eigener Rechte aus. Der Anwalt kann somit weiter seine eigenen Ansprüche gegebenenfalls gerichtlich durchsetzen.
Umgekehrt darf ein Rechtsanwalt nicht als Insolvenzverwalter, Nachlassverwalter, Testamentsvollstrecker oder rechtlicher Betreuer tätig werden, sofern er bereits in seiner Eigenschaft als Rechtsanwalt gegen die jeweilige Person tätig war. Das Tätigkeitsverbot entfaltet insoweit Bindungswirkung gegenüber den Insolvenzgerichten, Nachlassgerichten und Betreuungsgerichten. Ebenso darf er keine berufliche Anstellung annehmen in Sachen, in denen er bereits in seiner Eigenschaft als Rechtsanwalt tätig war.
Sofern sich der Rechtsanwalt zu einer Sozietät oder ähnlichen Vereinigung zusammengeschlossen hat, erstreckt sich das Tätigkeitsverbot auch auf alle anderen Mitglieder der Sozietät. Das bedeutet, dass sobald ein Mitglied der Sozietät die obengenannten Kriterien erfüllt, auch alle anderen Mitglieder der Sozietät nicht mehr in der betroffenen Sache tätig werden dürfen. Dieses umfassende Tätigkeitsverbot für Anwaltssozietäten ist in seinen Einzelheiten in der Literatur hoch umstritten und wird häufig als zu umfassend kritisiert.